# Coupe du monde de marche 1999
Navigation
Poděbrady 1997 Turin 2002
La 19e édition de la Coupe du monde de marche s'est déroulée les 1er et 2 mai 1999 dans les rues de Mézidon-Canon, en France.

## Tableau des médailles
| Rang | Nation     | Or | Argent | Bronze | Total |
| ---- | ---------- | -- | ------ | ------ | ----- |
| 1    | Russie     | 2  | 2      | 2      | 6     |
| 2    | Chine      | 2  | 1      | 1      | 4     |
| 3    | Mexique    | 1  | 1      | 1      | 3     |
| 4    | Kazakhstan | 1  | 0      | 0      | 1     |
| 5=   | Espagne    | 0  | 1      | 0      | 1     |
| 5=   | Pologne    | 0  | 1      | 0      | 1     |
| 7=   | Allemagne  | 0  | 0      | 1      | 1     |
| 7=   | Roumanie   | 0  | 0      | 1      | 1     |
|      | Total      | 6  | 6      | 6      | 18    |

## Podiums

### Hommes
| Épreuve           | Or                                          | Argent                                | Bronze                                   |
| ----------------- | ------------------------------------------- | ------------------------------------- | ---------------------------------------- |
| 20 km             | Bernardo Segura Mexique 1 h 20 min 20 s     | Yu Guohui Chine 1 h 20 min 21 s       | Vladimir Andreyev Russie 1 h 20 min 29 s |
| 20 km par équipes | Russie 19 pts                               | Mexique 28 pts                        | Chine 29 pts                             |
| 50 km             | Sergey Korepanov Kazakhstan 3 h 39 min 22 s | Tomasz Lipiec Pologne 3 h 40 min 08 s | Nikolay Matyukhin Russie 3 h 40 min 13 s |
| 50 km par équipes | Russie 14 pts                               | Espagne 26 pts                        | Allemagne 55 pts                         |

### Femmes
| Épreuve           | Or                               | Argent                                   | Bronze                                  |
| ----------------- | -------------------------------- | ---------------------------------------- | --------------------------------------- |
| 20 km             | Hongyu Liu Chine 1 h 27 min 32 s | Natalya Fedoskina Russie 1 h 27 min 35 s | Norica Câmpean Roumanie 1 h 27 min 48 s |
| 20 km par équipes | Chine 13 pts                     | Russie 16 pts                            | Mexique 54 pts                          |